# FC Corvinul Hunedoara
Clubul Sportiv Corvinul 1921 Hunedoara, conocido como Corvinul Hunedoara es un equipo de fútbol rumano de Hunedoara que milita en la Liga II, el segundo nivel del fútbol rumano.

## Historia
Fue fundado en el año 1921 en la ciudad de Hunedoara y militó en la Liga I en 17 temporadas, donde nunca salió campeón de Liga y llegó a tener una de las mejores academias de fútbol en el país. Tampoco fue campeón de Copa.
En la década de 1980, bajo el mando de Mircea Lucescu, el equipo logró las mayores actuaciones de su historia, el tercer puesto en el campeonato y la clasificación para la Copa de la UEFA. Con el tiempo, un gran número de futbolistas que salieron "bajo los hornos de Hunedoara" se distinguieron en la selección nacional y en los campeonatos occidentales como: Radu Nunweiller, Florea Dumitrache, Romulus Gabor, Ioan Andone, Mircea Rednic, Michael Klein, Florea Vaetuș o Ioan Petcu. La caída del comunismo en Rumanía significó el fin del período de gloria para la industria del hierro y la minería, dos de los motores de la economía nacional en los años 1970 y 1980. El condado de Hunedoara fue una de las regiones más afectadas por su economía, que se encontraba en declive basado precisamente en estos dos sectores de actividad, por lo que la desaceleración de la economía afectó directamente al Corvinul, quien descendió a la División B en 1992 y nunca volvió a ascender. Posteriormente, el club se desafilió de la Federación Rumana de Fútbol en 2004 debido a deudas contraídas con los jugadores.
Entre 2005 y 2021, Corvinul fue sucedido por Corvinul 2005, luego por FC Hunedoara y CS Hunedoara, pero ninguna de estas entidades fue reconocida como sucesora oficial, debido a procesos legales y a la pérdida de la marca original. La marca "FC Corvinul 1921" fue recuperada en 2021 por el municipio de Hunedoara, con motivo del centenario del Corvinul, cuando la administración local la compró por 47.000 euros a Octavian Marian, el último propietario.  En el verano de 2022, la última entidad activa, CS Hunedoara, se fusionó con la marca original (FC Corvinul 1921), convirtiéndose en el sucesor del club de fútbol original y reuniendo la historia de Corvinul desde 2005 hasta la actualidad.

## Palmarés
Copa de Rumania: 1
2023-24
Liga II: 4
1953, 1959–60, 1975–76, 1979–80
- - Subcampeón: 3

1956, 1957–58, 1994–95
Liga III: 2
1966–67, 2001–02
- - Subcampeón: 1

1965–66

## Participación en competiciones de la UEFA

### Partidos
| Temporada | Torneo            | Ronda | Club        | Casa | Visita | Global |
| --------- | ----------------- | ----- | ----------- | ---- | ------ | ------ |
| 1982/83   | Copa UEFA         | 1/32  | Grazer AK   | 3–0  | 1–1    | 4–1    |
| 1982/83   | Copa UEFA         | 1/16  | FK Sarajevo | 4–4  | 0–4    | 4–8    |
| 2024/25   | Europa League     | 1R    | Paksi FC    | 0-2  | 4-0    | 4-2    |
| 2024/25   | Europa League     | 2R    | HNK Rijeka  | 0-0  | 0-1    | 0-1    |
| 2024/25   | Conference League | 3R    | FC Astana   | 1-2  | 1-6    | 2-8    |

### Récord en UEFA
| Torneo                        | Temporadas | J  | G | E | P | GF | GC | GD |
| ----------------------------- | ---------- | -- | - | - | - | -- | -- | -- |
| UEFA Europa League / UEFA Cup | 2          | 8  | 2 | 3 | 3 | 12 | 12 | 0  |
| UEFA Conference League        | 1          | 2  | 0 | 0 | 2 | 2  | 8  | –6 |
| Total                         | 3          | 10 | 2 | 3 | 5 | 14 | 20 | –6 |

## Jugadores

### Jugadores destacados
- Ioan Andone
- Michael Klein
- Bogdan Lobonţ
- Daniel Haidiner
- Lucian Tetileanu
- Mircea Ciorea
- Ioan Petroesc
- Gheorghe Popa
- Ovidiu Costăchescu
- Vasile Rahoveanu
- Liviu Bădescu
- Florin Dan
- Marcel Şandor
- Alin Rus
- Raul Mărincău
- Marius Păcurar
- Marian Jilăveanu
- Mihai Dăscălescu
- Daniel Dăscălescu
- Bogdan Apostu
- Marian Dinu
- Silvian Dobre
- Ioan Uleşan
- Daniel Procorodie
- Nelu Mitrică
- Decebal Gheară
- Daniel Bona
- Marius Şumudică
- Toni Sedecaru
- Ilie Bârdac
- Ioan Petcu
- Dan Colesniuc
- Florin Dubinciuc
- Dumitru Gălan
- Gavril Rus
- Florea Văetuş
- Dorin Nicşa
- Marius Stoica
- Virgil Stoica
- Daniel Stroia
- Marcel Ştef
- Mircea Rednic
- Romulus Gabor
- Dorin Mateuţ
- Mircea Lucescu
- Radu Nunweiller
- Florea Dumitrache

## Entrenadores
- Ilie Savu (1975-1976)
- Remus Vlad (1982-1983)
- Ilie Savu (1984)
- Ion Nunweiller (1984-1986)
- Ion Ionescu (1986)
- Octavian Popescu (2001-2002)
- Aurel Sunda (2011-2012)
- Constantin Olariu (2013-2014)
- Romulus Gabor (2014)